# Thái Bình Trung
Thái Bình Trung là một xã thuộc huyện Vĩnh Hưng, tỉnh Long An, Việt Nam.

## Địa lý
Xã Thái Bình Trung có vị trí địa lý:
- Phía đông và phía bắc giáp Campuchia
- Phía tây giáp xã Thái Trị
- Phía nam giáp thị trấn Vĩnh Hưng và các xã Vĩnh Bình, Tuyên Bình.

Xã Thái Bình Trung có diện tích 36 km², dân số năm 2023 là 5.418 người, mật độ dân số đạt 150 người/km².

## Hành chính
Xã Thái Bình Trưng được chia thành 7 ấp: 
Láng Đao, Trung Chánh, Trung Liêm, Trung Môn, Trung Thành, Trung Trực, Trung Vĩnh.

## Lịch sử
Sau năm 1975, Thái Bình Trung là một xã thuộc huyện Mộc Hóa.
Ngày 30 tháng 3 năm 1978, huyện Mộc Hóa được chia thành hai huyện Mộc Hóa và Vĩnh Hưng, xã Thái Bình Trung thuộc huyện Vĩnh Hưng.
Ngày 26 tháng 6 năm 1989, Hội đồng Bộ trưởng ban hành Quyết định 74-HĐBT. Theo đó, tách 3.187 ha diện tích tự nhiên, 1.086 người của xã Thái Bình Trung và 976,60 ha diện tích tự nhiên, 1.480 người của xã Vĩnh Trị để thành lập xã Vĩnh Bình.
Sau khi điều chỉnh địa giới hành chính, xã Thái Bình Trung còn lại 2.620 ha diện tích tự nhiên và 2.392 người.